# 三角带盘虫
三角带盘虫（学名：拉丁語：）为门盘虫科带盘虫属的动物。分布于中太平洋，包括南海等海域。